# Gozelo I van Lotharingen
Gozelo/Gothelo I van Verdun (963/970 - 19 april 1044), bijgenaamd de Grote, was hertog van Neder- en Opper-Lotharingen.

## Geschiedenis
Gozelo was de jongste zoon van Godfried 'de Gevangene' van Verdun en Mathilde van Saksen (Billungen). Hij werd in 1002 graaf van de Ardennengouw als erfdeel van zijn overleden vader en in 1008 markgraaf van Antwerpen onder zijn broer Godfried de Kinderloze, hertog van Neder-Lotharingen. Gozelo bouwde de ringwalburcht in Antwerpen uit tot een stenen kasteel. Samen met Godfried schonk hij te Deil, Wamel aan bisschop Adelbold II van Utrecht.
Gozelo volgde zijn broer op als hertog van Neder-Lotharingen in 1023. In 1024 verzette hij zich tegen de koningskeuze van Koenraad II de Saliër maar erkende hem een jaar later alsnog. Bij de dood van hertog Frederik III van Opper-Lotharingen in 1033, werd hij ook in Opper-Lotharingen tot hertog aangesteld. Hij is hierdoor de laatste landsheer die de beide hertogdommen kon verenigen.
In 1023 kreeg hij de grafelijke rechten van Teisterbant, Betuwe, Veluwe, Hamaland, Hettergouw en Duffelgouw. In 1025 werd hij graaf van Verdun.
Op 15 november 1037 versloeg hij Odo II van Blois, troonpretendent voor het koninkrijk Arelat dat bij erfenis aan de Duitse kroon was vervallen. Odo beschouwde zich als de rechtmatige erfgenaam en wist zichzelf tot koning te laten verkiezen en begon een veldtocht om Aken te veroveren. Gozelo wist hem te onderscheppen en te verslaan, waarbij Odo sneuvelde. Gozelo werd nadien als de grootste van de Duitse edelen beschouwd. Hij werd begraven in de abdij van Munsterbilzen.

## Huwelijk en kinderen
Gozelo was gehuwd met mogelijk Gerberia. Hij werd vader van onder anderen:
- Regelindis van Lotharingen (Lotharingen 1000 - Namen 1064), gehuwd met graaf Albert II van Namen.
- Gozelo II.
- Godfried II van Lotharingen, hertog van Opper-Lotharingen 1044-1046, hertog van Neder-Lotharingen 1065-1069, grootvader van Godfried van Bouillon.
- Mathilde van Verdun (ovl. Cochem, 17 augustus 1060), gehuwd met paltsgraaf Hendrik I van Lotharingen, 'de Razende' (†1061). Gedood door haar echtgenoot.
- Frederik, de latere paus Stefanus IX (X) (1057-1058).
- Oda van Verdun, gehuwd met graaf Lambert II van Leuven († 19 juni 1054).

## Voorouders
| Voorouders van Gozelo I van Verdun | Voorouders van Gozelo I van Verdun                                         | Voorouders van Gozelo I van Verdun                                         | Voorouders van Gozelo I van Verdun                                   | Voorouders van Gozelo I van Verdun                                   | Voorouders van Gozelo I van Verdun                                   | Voorouders van Gozelo I van Verdun                                   | Voorouders van Gozelo I van Verdun                                   | Voorouders van Gozelo I van Verdun                                   |
| ---------------------------------- | -------------------------------------------------------------------------- | -------------------------------------------------------------------------- | -------------------------------------------------------------------- | -------------------------------------------------------------------- | -------------------------------------------------------------------- | -------------------------------------------------------------------- | -------------------------------------------------------------------- | -------------------------------------------------------------------- |
| Overgrootouders                    | Wigerik (886-tussen 916-919) ∞ Kunigunde van de Ardennen (ca. 890-ca. 940) | Wigerik (886-tussen 916-919) ∞ Kunigunde van de Ardennen (ca. 890-ca. 940) | Gerard van de Metzgau (875-910) ∞ 900 Oda van Saksen (884-952)       | Gerard van de Metzgau (875-910) ∞ 900 Oda van Saksen (884-952)       | Billung von Stubenskorn (890-967) ∞ Ermengarde of Nantes (–)         | Billung von Stubenskorn (890-967) ∞ Ermengarde of Nantes (–)         | ? (-) ∞ ? (-)                                                        | ? (-) ∞ ? (-)                                                        |
| Grootouders                        | Gozelo (911–943) ∞ Uda van Metz (910-963)                                  | Gozelo (911–943) ∞ Uda van Metz (910-963)                                  | Gozelo (911–943) ∞ Uda van Metz (910-963)                            | Gozelo (911–943) ∞ Uda van Metz (910-963)                            | Herman Billung (±900–973) ∞ Hildegarde van Westerburg (?–?)          | Herman Billung (±900–973) ∞ Hildegarde van Westerburg (?–?)          | Herman Billung (±900–973) ∞ Hildegarde van Westerburg (?–?)          | Herman Billung (±900–973) ∞ Hildegarde van Westerburg (?–?)          |
| Ouders                             | Godfried van Verdun (±930–1002) ∞ 963 Mathilde van Saksen (942-1008)       | Godfried van Verdun (±930–1002) ∞ 963 Mathilde van Saksen (942-1008)       | Godfried van Verdun (±930–1002) ∞ 963 Mathilde van Saksen (942-1008) | Godfried van Verdun (±930–1002) ∞ 963 Mathilde van Saksen (942-1008) | Godfried van Verdun (±930–1002) ∞ 963 Mathilde van Saksen (942-1008) | Godfried van Verdun (±930–1002) ∞ 963 Mathilde van Saksen (942-1008) | Godfried van Verdun (±930–1002) ∞ 963 Mathilde van Saksen (942-1008) | Godfried van Verdun (±930–1002) ∞ 963 Mathilde van Saksen (942-1008) |
| Gozelo I van Verdun (970-1044)     |                                                                            |                                                                            |                                                                      |                                                                      |                                                                      |                                                                      |                                                                      |                                                                      |

- Gemeinsame Normdatei: 136200214
- Virtual International Authority File: 80586138